# السماقيات
السماقيات قرية من قرى ناحية بصرى الشام التابعة لمنطقة درعا في محافظة درعا. تقع جنوب شرق مدينة درعا. وبلغ عدد سكانها 511 نسمة في عام 2004.